# Alberto Ghibellini
Alberto Marco Giovanni Ghibellini (* 12. Juni 1973 in Genua) ist ein ehemaliger italienischer Wasserballspieler. Er war Europameister 1995, Olympiadritter 1996 und Europameisterschaftsdritter 1999.

## Karriere
Alberto Ghibellini ist der Sohn von Alessandro Ghibellini, der in den 1970er Jahren mit der italienischen Nationalmannschaft erfolgreich war. Alberto Ghibellini spielte bei Rari Nantes Savona.
Nach dem Gewinn des Weltmeistertitels 1994 beendeten einige italienische Spieler ihre internationale Karriere und Ghibellini rückte in die Nationalmannschaft auf. 1995 bei der Europameisterschaft in Wien besiegten die Italiener im Halbfinale die deutsche Mannschaft mit 10:9 und im Finale die Ungarn mit 10:8. Im Jahr darauf bei den Olympischen Spielen in Atlanta gewannen die Italiener ihre Vorrundengruppe und bezwangen im Viertelfinale die russische Mannschaft. Nach der 6:7-Halbfinalniederlage gegen die Kroaten besiegten die Italiener im Spiel um Bronze die Ungarn mit 20:18. Das Spiel endete erst nach der zweiten Verlängerung. Ghibellini, der zuvor in sieben Spielen fünf Tore geworfen hatte, traf in diesem torreichen Spiel nicht. 
Bei der Europameisterschaft in Sevilla unterlagen die Italiener den Spaniern im Spiel um den fünften Platz mit 6:8. Im Jahr darauf verfehlten die Italiener auch bei der Weltmeisterschaft 1998 in Perth das Halbfinale, in der Platzierungsrunde erreichten sie den fünften Platz. 1999 bei der Europameisterschaft in Florenz besiegten die Italiener im Viertelfinale die Russen und verloren im Halbfinale gegen die Ungarn. Das Spiel um die Bronzemedaille gewannen die Italiener mit 7:6 gegen die Griechen. In der Vorrunde des Olympischen Wasserballturniers 2000 in Sydney erreichten die Italiener den zweiten Platz hinter der russischen Mannschaft. Im Viertelfinale unterlagen sie der ungarischen Mannschaft mit 5:8. In den Platzierungsspielen belegten die Italiener dann den fünften Platz in der Gesamtwertung. Ghibellini warf im Turnierverlauf drei Tore.